# 費沙效應
費沙效應（英語：Fisher effect）或費沙假說（Fisher hypothesis），經濟學理論，由經濟學家欧文·费雪提出，他認為實質利率與貨幣計量無關，特別是名目利率和預期通脹率。「名目（名義）利率」（nominal interest rate）指借款人欠貸方貨幣的金額隨時間改變的增長；「實質（實際）利率」（real interest rate）是指這些貨幣的購買力隨時間增長的量。亦即是說，實質利率是針對通脹對貸款收益的購買力的影響而調整的名目利率。
費雪方程式如下：
{\displaystyle r=i-\pi ^{e}.}
這表明實際利率({\displaystyle r})等於名義利率({\displaystyle i})減預期通脹率({\displaystyle \pi ^{e}})。這條公式只是一個近似值。除非利率或通貨膨脹率很高，或公式已被長期應用，否則方程和絕對正確方程之間的相當接近。
以下是使用連續複利表示的精確方程式
{\displaystyle 1+i=(1+r)\times (1+\pi ^{e})}
如果按照費沙假說將實際利率{\displaystyle r}設定為常數，則當{\displaystyle \pi ^{e}}有升跌，名義利率{\displaystyle i}必須逐點（point-for-point）變化。因此，費沙效應表明，名義利率將與預期通貨膨脹率進行一對一（one for one）調整。
有分析認為，金融機構若進行量化寬鬆或資金重組，費沙效應可能失效。

## 相關概念
國際費沙效應預測，國際匯率的浮動完全取決於各國相應的名義利率。另一個相關概念為「費沙平價」（Fisher parity）。